# Hoplistomerus nobilis
Hoplistomerus nobilis är en tvåvingeart som först beskrevs av Friedrich Hermann Loew 1858.  Hoplistomerus nobilis ingår i släktet Hoplistomerus och familjen rovflugor. Inga underarter finns listade i Catalogue of Life.